# Eisenberg (Türingia)
Eisenberg település Németországban, azon belül Türingiában. Lakosainak száma 11 196 fő (2023. december 31.). Eisenberg Silbitz, Rauda, Heideland, Gösen, Petersberg, Hainspitz, Weißenborn és Tautenhain községekkel határos.

## Népesség
A település népességének változása:
| Lakosok száma | 13 669 | 10 842 | 10 885 | 10 673 | 10 957 | 11 196 |
|               | 2015   | 2017   | 2019   | 2021   | 2022   | 2023   |